# Finland i olympiska vinterspelen 1956
Finland deltog i olympiska vinterspelen 1956.Truppen bestod av 31 idrottare, 27 män och 4 kvinnor.

## Medaljer

### Guld
- Längdskidåkning
  - Herrar masstart 30 km:  Veikko Hakulinen
  - Damer 3 x 5 km stafett:  Mirja Hietamies, Sirkka Polkunen, Siiri Rantanen

- Backhoppning
  - Herrar K90 individuell (70m):  Antti Hyvärinen

### Silver
- Längdskidåkning
  - Herrar 4 x 10 km relay:  Veikko Hakulinen, August Kiuru, Jorma Kortelainen, Arvo Viitanen
  - Herrar 50 km:  Veikko Hakulinen

- Backhoppning
  - Herrar K90 individuell (70m):  Aulis Kallakorpi

### Brons
- Hastighetsåkning på skridskor
  - Herrar 1500 m:  Toivo Salonen